# Клецк (футбольный клуб)
«Клецк» (бел. «Клецк») — белорусский футбольный клуб из одноимённого города.

## История
Клуб был создан в 1992 году и под названием «Химик», «Виктория» и «Рада» выступал в Третьей лиге. В начале 2000 годов клуб стал выступать в чемпионате Минской области, в 2004 году став бронзовым призёром. В 2014 году клуб вернулся во Вторую лигу.
В сезоне 2016 года футбольный клуб стал бронзовым призёром Второй лиги и получил право выступать в Первой лиге. В феврале 2017 года руководство клецкого клуба сообщило, что продолжит выступать во Второй лиге. Позже клуб официально продолжил выступать в третьем дивизионе. В 2020 году клуб снялся со Второй лиги, отправившись на любительском уровне выступать в чемпионат Минской области.
В 2021 году в связи с тем, что чемпионаты областей объединились со Второй лигой, клуб снова вернулся в чемпионат.

## Названия
- «Химик» Клецк (1992)
- «Виктория» Клецк (1992)
- «Рада» (1993—1994)
- «Коммунальник» Клецк (2002—2004)
- «Дорожник» Клецк (2005—2007)
- «Клецк» (2009—н. в.)

## Достижения
Чемпионат Минской области
 Бронзовый призёр: 2004
Вторая лига
 Бронзовый призёр: 2016

## Логотипы

История логотипов «Клецка»
Логотип «Клецка» в 2014—2018 годах
Логотип «Клецка» с 2019 года

## Главные тренеры
| Главный тренер                 | Период работы |
| ------------------------------ | ------------- |
| Александр Александрович Соболь | 2014          |
| Евгений Владимирович Линёв     | 2015          |
| Николай Николаевич Бранфилов   | 2016          |
| Дмитрий Александрович Калечиц  | 2017          |
| Михаил Валерьевич Дементей     | 2018—2019     |
| Алексей Сергеевич Гурко        | 2019          |
| Сергей Николаевич Алексейчик   | 2021          |
| Дмитрий Николаевич Буйвило     | 2021—н. в.    |